# District de Huqiu
Le district de Huqiu (虎丘区 ; pinyin : Hǔqiū Qū) est une subdivision administrative de la province du Jiangsu en Chine. Il est placé sous la juridiction de la ville-préfecture de Suzhou.